# Sesleria korabensis
Sesleria korabensis là một loài thực vật có hoa trong họ Hòa thảo. Loài này được (Kumm. & Jáv.) Deyl miêu tả khoa học đầu tiên năm 1946.